# Cadimare
Cadimare is een plaats (frazione) in de Italiaanse gemeente La Spezia.